# Tiếng Triều Tiên cổ
Tiếng Triều Tiên cổ là ngôn ngữ lịch sử của tiếng Triều Tiên có niên đại từ Tam Quốc đến nửa sau của Tân La Thống nhất, khoảng trong thế kỉ thứ 4 đến thế kỉ thứ 10. Nó khác với ngôn ngữ Triều Tiên nguyên thủy (원시 한국어), ngôn ngữ cổ xưa được dựng lại từ so sánh với phương ngữ tiếng Triều Tiên. Một số nhà ngôn ngữ học kiến nghị rằng tiếng Triều Tiên cổ có thể là một phần của hệ ngôn ngữ Altai, mặc dù tuyên bố này gây tranh cãi.
Phạm vi của tiếng Triều Tiên cổ là không rõ ràng. Nó thường được chấp nhận bao gồm cả tiếng Silla, được cho là tổ tiên trực tiếp của tiếng Triều Tiên trung đại và hiện đại, và cũng có thể bao gồm tiếng Phù Dư, Cao Câu Ly, và Bách Tế. Như vậy, tiếng Triều Tiên cổ là một đại ngôn ngữ, không phải là một ngôn ngữ riêng rẻ. (Xem Ngôn ngữ Phù Dư, Tiếng Triều Tiên.)